# 国家最高科学技术奖
国家最高科学技术奖是中国国家科学技术奖励中的最高等级，每年评审一次，每次选出不超过两名科技成就卓著、社会贡献巨大的个人。奖金的数额由中华人民共和国国务院规定，由中华人民共和国主席亲自颁发荣誉证书和高额奖金。

## 概述
国家最高科学技术奖的评审始于2000年度。此后每年评审一次，次年年初开会公布结果并颁奖。
根据《中华人民共和国国家科学技术奖励条例》的规定，国家最高科学技术奖授予下列科学技术工作者：
1. 在当代科学技术前沿取得重大突破或者在科学技术发展中有卓越建树的；
2. 在科学技术创新、科学技术成果转化和高技术产业化中，创造巨大经济效益或者社会效益的。

每年授予的人数不超过2名（即可能空缺）；每届和历届的获奖者之间不分等级。奖金的数额由国务院规定；奖励经费由中央财政列支。
自2000年度起至2015年度，历届获奖者全部为中国科学院或中国工程院的院士，直到2016年这一局面才被打破；每位获奖者的奖金总额均为人民币500万元，其中50万元直接授予个人，另外450万元作为科学研究经费由获奖人全权管理具体用途。
2018年度国家科学技术奖奖金标准进行了调整，国家最高科学技术奖奖金额度由500万元/人调整为800万元/人，奖金将全部授予获奖者个人，由个人支配。
随着国家功勋表彰制度体系的实施，2019年1月8日，国家最高科学技术奖设立奖章。奖章图案为五星，象征国家奖；外圈采用飘带、牡丹花、如意形和翅膀等视觉元素，包含荣誉、吉祥和科技事业展翅高飞等美好寓意。

## 历届获奖者
| 获奖年度 | 姓名   | 获奖时年龄 | 最终学历                             | 主要领域                 | 获奖原因 | 院士头衔                   |
| -------- | ------ | ---------- | ------------------------------------ | ------------------------ | --- | -------------------------- |
| 2000年   | 吴文俊 | 82岁       | 法国斯特拉斯堡大学博士(1949)         | 数学家                   | 在拓扑学和数学机械化领域，特别是几何定理的机器证明方面的世界性贡献。 | 中国科学院、第三世界科学院 |
| 2000年   | 袁隆平 | 70岁       | 西南农学院本科(1953)                 | 水稻育种专家             | 在杂交水稻育种理论与实践上的重大突破。 | 中国工程院                 |
| 2001年   | 王选   | 65岁       | 北京大学本科(1958)                   | 计算机专家               | 汉字激光照排系统的创始人，为中国新闻出版事业的计算机化奠定了基础。 | 中国工程院                 |
| 2001年   | 黄昆   | 82岁       | 英国布里斯托尔大学博士(1947)         | 物理学家                 | 中国的固体物理学和半导体物理学的奠基人之一，取得了世界级的理论成就。 | 中国科学院、第三世界科学院 |
| 2002年   | 金怡濂 | 74岁       | 清华大学本科(1951)                   | 高性能计算机专家         | 中国巨型计算机事业的开拓者之一，对中国高性能计算机的发展做出了重大贡献。 | 中国工程院                 |
| 2003年   | 刘东生 | 86岁       | 西南联合大学(南开大学)(1942)         | 地球环境科学专家         | 在中国的古生物学、古地质学、环境地质学特别是黄土研究方面的原创性研究。 | 中国科学院                 |
| 2003年   | 王永志 | 71岁       | 苏联莫斯科航空学院(1961)             | 航天技术专家             | 中国载人航天事业的开创者之一，成功实现中国首次载人航天。 | 中国工程院，国际宇航科学院 |
| 2005年   | 叶笃正 | 90岁       | 美国芝加哥大学博士(1948)             | 大气物理学家             | 在全球气候变化领域的重大系统创见。 | 中国科学院                 |
| 2005年   | 吴孟超 | 82岁       | 上海同济医学院博士(1949)             | 肝胆外科专家             | 在肝胆外科手术实践中取得的重大突破与理论成果。 | 中国科学院                 |
| 2006年   | 李振声 | 76岁       | 山东农学院                           | 小麦育种专家             | 在小麦遗传与远缘杂交育种、染色体工程育种及黄淮海平原中低产田改造与治理中的贡献。 | 中国科学院、第三世界科学院 |
| 2007年   | 闵恩泽 | 84岁       | 美国俄亥俄州立大学博士(1951)         | 石油化工催化剂专家       | | 中国科学院                 |
| 2007年   | 吴征镒 | 82岁       | 西南联合大学硕士(1942)               | 植物学家                 | | 中国科学院                 |
| 2008年   | 王忠诚 | 84岁       | 北京大学博士(1950)                   | 神经外科专家             | 中国神经外科开拓者之一。 | 中国工程院                 |
| 2008年   | 徐光宪 | 88岁       | 美国哥伦比亚大学博士(1951)           | 化学家                   | 在稀土元素分离以及应用中做出重要贡献。 | 中国科学院                 |
| 2009年   | 谷超豪 | 84岁       | 苏联莫斯科大学博士(1959)             | 数学家                   | | 中国科学院                 |
| 2009年   | 孙家栋 | 81岁       | 苏联茹科夫斯基空军工程学院(1958)     | 运载火箭与卫星技术专家   | | 中国科学院                 |
| 2010年   | 师昌绪 | 90岁       | 美国圣母大学博士(1952)               | 金属学及材料科学专家     | 中国高温合金开拓者之一，发展了中国第一个铁基高温合金。 | 中国科学院、中国工程院     |
| 2010年   | 王振义 | 88岁       | 震旦大学博士(1948)                   | 内科血液学专家           | 在国际上首先创导应用全反式维甲酸诱导分化治疗急性早幼粒细胞白血病。 | 中国工程院                 |
| 2011年   | 谢家麟 | 91岁       | 美国斯坦福大学博士(1951)             | 物理学家                 | 中国粒子加速器事业的开拓者和奠基人。 | 中国科学院                 |
| 2011年   | 吴良镛 | 82岁       | 美国匡溪艺术学院硕士(1949)           | 建筑师                   | 中国著名的建筑学家、城乡规划学家和教育家，人居环境科学的创建者，同时也是新中国建筑教育的奠基人之一。                                                                                 | 中国科学院、中国工程院     |
| 2012年   | 郑哲敏 | 89岁       | 美国加州理工学院博士(1952)           | 物理学家                 | 中国爆炸力学的奠基人和开拓者之一、著名力学家。 | 中国科学院、中国工程院     |
| 2012年   | 王小谟 | 75岁       | 北京理工大学本科(1961)               | 雷达专家                 | 中国著名雷达专家，现代预警机事业的开拓者和奠基人。 | 中国工程院                 |
| 2013年   | 张存浩 | 84岁       | 美国密歇根大学硕士(1950)             | 物理化学家               | 中国著名物理化学家，中国高能化学激光奠基人、分子反应动力学奠基人之一，长期从事催化、火箭推进剂、化学激光、分子反应动力学等领域的研究，取得多项国际先进成果。                         | 中国科学院、第三世界科学院 |
| 2013年   | 程开甲 | 82岁       | 英国爱丁堡大学博士(1948)             | 核物理学家               | 中国著名物理学家，是中国核试验科学技术的创建者和领路人。 | 中国科学院                 |
| 2014年   | 于敏   | 89岁       | 北京大学硕士(1951)                   | 核物理学家               | 中国惯性约束聚变和X光激光领域理论研究的开拓者。 | 中国科学院                 |
| 2016年   | 赵忠贤 | 76岁       | 中国科学技术大学(1964)               | 超导物理学家             | 中国高温超导研究主要的倡导者、推动者和践行者，为高温超导研究在中国扎根并跻身国际前列做出了重要贡献。                                                                                 | 中国科学院                 |
| 2016年   | 屠呦呦 | 87岁       | 北京医学院(1955)                     | 药学家                   | 最先从青蒿抗疟有效部位中分离得到抗疟有效单一成分“青蒿素”，获2015年诺贝尔生理学或医学奖。                                                                                             |                            |
| 2017年   | 王泽山 | 84岁       | 哈尔滨军事工程学院(1960)             | 含能材料专家             | 中国发射装药理论体系的奠基人，是火炸药资源化治理军民融合道路的开拓者，系列原创性技术的发明人，为中国武器装备和火炸药产品的更新换代做出了杰出贡献。                                   | 中国工程院                 |
| 2017年   | 侯云德 | 88岁       | 苏联医学科学院病毒学研究所博士(1962) | 医学病毒学专家           | 中国生物医学领域杰出的战略科学家和科技工作者，中国分子病毒学、现代医药生物技术产业和现代传染病防控技术体系的主要奠基人。                                                             | 中国工程院                 |
| 2018年   | 刘永坦 | 82岁       | 哈尔滨工业大学、清华大学本科(1958)   | 雷达与信号处理技术专家   | 中国对海探测新体制雷达理论奠基人，对海远程探测技术跨越发展的引领者。坚持自主研发新体制雷达，打破外国技术垄断，为中国海域监控面积的全覆盖提供技术手段。                               | 中国科学院、中国工程院     |
| 2018年   | 钱七虎 | 81岁       | 苏联古比雪夫军事工程学院副博士(1965) | 军事防护工程学家         | 现代防护工程理论的奠基人、防护工程学科的创立者、防护工程科技创新的引领者，为中国防护工程各个时期的建设发展做出了杰出贡献。                                                           | 中国工程院                 |
| 2019年   | 黄旭华 | 94岁       | 交通大学本科(1949)                   | 核潜艇设计专家           | 中国第一代核潜艇工程总设计师，成功研制出中国第一代核潜艇，为中国海基核力量实现从无到有的历史性跨越做出卓越贡献。                                                                     | 中国工程院                 |
| 2019年   | 曾庆存 | 85岁       | 苏联科学院副博士(1961)               | 气象学家、地球流体力学家 | 国际数值天气预报奠基人之一，为现代大气科学和气象事业的两大标志——数值天气预报和气象卫星遥感做出开创性贡献。                                                                           | 中国科学院                 |
| 2020年   | 顾诵芬 | 91岁       | 交通大学本科(1951)                   | 空气动力学家             | 中国飞机空气动力设计奠基人，建立了新中国飞机空气动力学设计体系，开创了中国自主研制歼击机的先河。                                                                                     | 中国科学院、中国工程院     |
| 2020年   | 王大中 | 85岁       | 西德亚琛工业大学博士(1982)           | 核反应堆工程与核安全专家 | 带领产学研联合团队实现了中国高温气冷堆技术从跟跑、并跑到领跑的整体发展过程，为中国在先进核能领域逐步走向世界前沿奠定了重要技术基础。                                                 | 中国科学院                 |
| 2023年   | 李德仁 | 84岁       | 西德斯图加特大学博士(1985)           | 摄影测量与遥感学家       | 攻克了卫星遥感全球高精度定位及测图核心技术，解决了遥感卫星影像高精度处理的系列难题，还带领团队研发全自动高精度航空与地面测量系统，为我国高精度高分辨率对地观测体系建设作出杰出贡献。 | 中国科学院、中国工程院     |
| 2023年   | 薛其坤 | 61岁       | 中国科学院物理研究所博士(1994)       | 凝聚态物理学家           | 率领团队首次实验观测到量子反常霍尔效应，在国际上产生重大学术影响；在异质结体系中发现界面增强的高温超导电性，开启了国际高温超导领域的全新研究方向。                                   | 中国科学院                 |

另注：
- 孙家栋(2009年度)、程开甲(2013年度)、于敏(2014年度)作为两弹一星功勋奖章获得者，兼获国家最高科学技术奖。

- 屠呦呦是第一位获得国家最高科学技术奖的女性获奖者和非两院院士获奖者。

- 2004年度、2015年度皆空缺，2022年及2023年未举办上一年度国家科学技术奖励大会。